# BioValley France
BioValley France (anciennement Alsace BioValley) est un pôle de compétitivité français de la région Grand Est dans les domaines des médicaments et thérapies innovantes, technologies médicales, diagnostic et e-santé. Implanté en Alsace, il coordonne la grappe industrielle trinationale BioValley, créé en 1996 entre les régions du Rhin Supérieur que sont l'Alsace, le Bade-Wurtemberg en Allemagne et la région de Bâle en Suisse. BioValley France fédère et accompagne des startups, PME, grands groupes, organismes de soin, de recherche et de formation du Grand Est autour de la thématique santé. Il est situé sur le campus Nextmed, dans le bâtiment eXplora - 2 rue Marie Hamm - au cœur de Strasbourg, qui regroupe notamment des acteurs clés dans le secteur de la santé.  

## Historique
À l'origine le concept de BioValley naît en 1980 sous l'impulsion de deux Bâlois, Georg Endress, industriel-fondateur de la société Endress+Hauser et Hans Briner, fondateur de la Regio Basiliensis. Ils imaginent un cluster tri-national unissant les régions frontalières du Rhin Supérieur dédié aux biotechnologies.
La création du cluster est liée à la forte présence de l'industrie pharmaceutique à Strasbourg, en Alsace ainsi que dans l'ensemble de la région du Rhin Supérieur, notamment avec la ville de Bâle accueillant les sièges historiques de Novartis et Hoffmann-La Roche. En effet, de nombreux laboratoires, sites de production et instituts de recherche sont implantés en Alsace. Ainsi le groupe américain Eli Lilly, implante dès 1967 son plus grand site de production dans le monde à Fegersheim dans le Bas-Rhin. De nombreux autres groupes viendront s'installer dans la région, comme le français Sanofi et les groupes frontaliers Novartis et Hoffmann-La Roche. La région Alsace est traditionnellement tournée vers la recherche : elle était au 1er rang national pour les publications scientifiques, au 3e rang national en termes de dépôts de brevets européens dans le secteur de la pharmacie et des biotechnologies et au 4e rang national pour le nombre de chercheurs par habitant.
En France, l’association BioValley France est officiellement créée en 1998 avec comme objectif de promouvoir en Europe, le cluster BioValley, comme un pôle biotechnologique de premier plan. Pour cela elle travaille en collaboration avec tous les acteurs publiques et privés présent dans le domaine des sciences de la vie et de la santé de la région Alsace et des deux régions frontalière que sont le Bade-Wurtemberg et la ville de Bâle.
Le gouvernement français va être à l'origine en 2005 des pôles de compétitivités, « des structures fédérant, sur un même territoire géographique, des entreprises, des centres de recherche et des organismes de formation, autour d’une stratégie commune de développement et d’innovation au bénéfice d’un secteur économique particulier ». En Alsace est ainsi créé le Pôle d’innovations thérapeutiques, venant renforcer l’action de BioValley France. Dans le but d'améliorer l'efficacité opérationnelle, le pôle et l'association fusionnent pour devenir le pôle de compétitivité BioValley France en 2008.

## Établissements partenaires

### Monde de la Recherche et de la Formation
L'université de Strasbourg est un partenaire important du pôle. On y trouve des composantes spécialisées dans la pharmacie, la chimie, les biotechnologies et la biologie qui proposent des formations en lien avec la thématique du pôle. Parmi eux :
- la Faculté de pharmacie,
- l'école supérieure de biotechnologie de Strasbourg(ESBS), crée en 1982 par l'université Louis-Pasteur et qui est aujourd'hui, par convention, une école commune aux universités de la région du Rhin Supérieur : Université de Bâle, Institut de technologie de Karlsruhe, Université de Fribourg et Université de Strasbourg,
- l'institut de génétique et de biologie moléculaire et cellulaire (IGBMC) qui est un centre commun de recherche entre l'Université de Strasbourg, le CNRS et l'INSERM[6].Il figure parmi les plus grands centres de recherche biomédicale d'Europe.

D'autres partenaires du pôle sont aussi présents dans la région, on peut citer :
- l'Université de Haute-Alsace à Mulhouse, avec notamment l'école nationale supérieure de chimie de Mulhouse,
- le CNRS (Centre national de la recherche scientifique) qui possède en Alsace 61 laboratoires, dont 24 en sciences de la vie et 17 en chimie,
- l'INSERM (Institut national de la santé et de la recherche médicale) qui possède en Alsace 15 laboratoires en sciences de la vie et 9 laboratoires en neurosciences,
- l'INRA (Institut national de la recherche agronomique) : 100 chercheurs effectuant des recherches sur la vigne
- les hôpitaux universitaires de Strasbourg
- l'institut de recherche contre les cancers de l'appareil digestif (Ircad), aujourd'hui centre de référence mondial pour la chirurgie mini-invasive

L'Alsace intègre également une structure de valorisation de la recherche publique unique en France : Conectus Alsace
Cet organisme public a pour vocation d'être une passerelle entre la recherche publique présente en Alsace et les entreprises. En un point d'entrée, les entreprises peuvent accéder à toute l'offre de la recherche publique alsacienne.

### Membres BioValley France
Le réseau BioValley France regroupe des entreprises et des structures académiques et privées de toutes tailles et de toutes spécialités santé.